# Espaliu
Espaliu (en francès Espalion) és un municipi francès situat al departament de l'Avairon i a la regió d'Occitània.

## Demografia
| 1962                                       | 1968  | 1975  | 1982  | 1990  | 1999  |
| ------------------------------------------ | ----- | ----- | ----- | ----- | ----- |
| 3.529                                      | 3.881 | 4.422 | 4.733 | 4.614 | 4.360 |
| Des de 1962: població sense dobles comptes |       |       |       |       |       |

## Administració
| Període | Identitat      | Partit |
| ------- | -------------- | ------ |
| 1995-   | Gilbert Cayron | MoDem  |